# Microascus giganteus
Microascus giganteus är en svampart som beskrevs av Malloch 1970. Microascus giganteus ingår i släktet Microascus och familjen Microascaceae.   Inga underarter finns listade i Catalogue of Life.